# Rafa Bocero
Rafael Bocero Domínguez (Córdoba, 1976) es un cantautor español conocido artísticamente como Rafa Bocero.

## Trayectoria artística
Trovador, Licenciado en Filosofía Pura con estudios de Postgrado por la Universidad de Sevilla. En 1995 realizó su primer concierto y en 2006 hizo su debut discográfico con el álbum "Esencia", gracias a su padrino el guitarrista Vicente Amigo.
Director y coordinador artístico de "Córdoba Trovadora, Encuentro de trovadores ciudad de Córdoba" producido por el IMAE (Instituto Municipal de artes Escénicas) en colaboración con la Delegación de Cultura, y la gestión del centro de creación y producción cultural La Casa Azul. Donde han actuado trovadores como Pedro Guerra, Javier Álvarez, Nuno Barroso, Miriam Toukan, Urbil Artola, Ulayya Pedraza y el propio Rafa Bocero entre otros. 
Ha actuado y grabado en países como Irlanda, Alemania, EE. UU. Gales (UK), Portugal, Cuba, México y España. Con multitud de apariciones en medios de comunicación nacionales y extranjeros, incluidos de máxima audiencia. Y ha puesto música e interpretado joyas de la poesía española, latinoamericana y anglosajona. Con el aval de entre otras instituciones, de la “Casa del Poeta” de México, el Centro Cultural “Pablo de la Torriente Brau” de Cuba, la “Yeats International Society” de Irlanda o la “Dylan Thomas State” de Gales
Ha realizado proyectos internacionales como "Fado Is World Music", realizado en Alemania, en donde se interpretan fados desde una mirada ecléctica y contemporánea, creado por Luis Delgado, músico y productor portugués afincado en Alemania, junto a su grupo Estrada Fado Group que intercambiaba la guitarra portuguesa por la Baglamá turca a mano de uno de sus principales referentes, Serdar Yayla. Rafa Bocero adaptó al español y grabó en Düsseldorf, varios clásicos del fado como “Quien Yo Quiero No Me Quiere” o “Julia Florista”. Posteriormente se presentaron en directo en el Teatro Rheinisches Landestheater de Neuss, en donde Estrada Fado Group estuvo acompañado además del por el cantautor español, por la cantante portuguesa de fados Teresa Tapadas y la cantante turca Dilek Türkan. 
En 2012 su canción “Ser“, escrita e interpretada junto al cantautor euskaldun Txomin Artola (1946), fue designada himno oficial de la Facultad de Filosofía de Sevilla, donde él mismo realizó sus estudios, en 2012 a propuesta de su decano Manuel Barrios.
Bocero tiene cedida su canción “Dime Que" para una serie de videos realizados por la Oficina del Defensor del Menor de Andalucía donde se enseñan a los niños sus derechos y deberes fundamentales. 
En Cuba ha realizado varias giras organizadas por el Centro Cultural “Pablo de la Torriente Brau” llegando a actuar en gran parte de la Isla. Apareciendo a su vez en programas televisivos de máxima audiencia, como en el veterano magazine “De Tarde En Casa”, siendo además el primer extranjero en hacerlo, o el programa de música y sociedad  “La Pupila Asombra“. Además de en numerosas radios como Radio Habana, y prensa como Juventud Rebelde. Ha participado en varios Festivales como el de Jóvenes Trovadores de Ciego de Ávila, o en la Fiesta Iberoamericana de Holguín, que cuenta con mas de veinte ediciones. Ha colaborado con su con guitarra flamenca en la versión del clásico de Polo Montañez, “Locura de Amor”, grabada en los estudios Abdalá de La Habana, y en la sala Majadahonda del Centro Pablo, en La Habana Vieja.
El equipo de fútbol de la ciudad de Rafa Bocero, el Córdoba CF, subió a Primera División, tras 42 años de ausencia, en la temporada 2013/14, gracias a la campaña de comunicación #UnPasitoCCF, propuesta por Bocero al Club, y basada en su canción “Un Pasito”. Se realizó un spot protagonizado por el propio músico que se emitía en el estadio antes y en el intermedio de los partidos y en las redes sociales del Club. Con ello se logró una intensa unión entre el equipo y la afición, hasta entonces inédita, que dio como resultado un espectacular apoyo popular al equipo, arropándolo en su lucha hasta la consecución de un ascenso histórico.
"Troubadour Songs" es un proyecto en el que musicaliza poemas de escritores de las islas británicas y Estados Unidos, como el irlandés W. B. Yeats, el escocés Robert Burns el galés Dylan Thomas y el estadounidense Edgar Alan Poe, entre otros. Su canción sobre el poema “The Fiddler Of Dooney / El Violinista De Dooney” de W. B. Yeats, premio Nobel 1923, la presentó por primera vez en directo en la Yeats Society de Irlanda con el apoyo de la Sligo Spanish Society. Y la grabó en Sligo, junto a la banda irlandesa NoCrows que tiene como violinista a Steve Wickham de los Waterboys. También participó en la grabación el que está considerado el maestro actual del bodhrán, percusión propia de Irlanda, John Joe Kelly. La grabación se realizó en los estudios “Room Magic” situados en el parque forestal de Dooney, lugar al que hace referencia el poema. La Dylan Thomas Society lo invitó a Gales para colaborar en los eventos por el Internacional Dylan Thomas Day. Donde presentó en directo su musicalización del poema “Do not go gentle into that good night/No Entres Dócilmente En Esa Buena Noche” en dos actos en Swansea, ciudad natal del escritor galés. Uno en la iglesia de St. James, junto al coro Dunvant Male, el actor galés Adrian Metcalfe, y la Dylan Thomas Theatre Youth Group. Y otro junto a la periodista y escritora Hilly James, en la Dylan Thomas Birthplace.
"FemeXicanaS" es un proyecto donde ha puesto música a varios poemas de escritoras mexicanas como las clásicas Juana Inés, Rosario Castellanos, Concha Urquiza o Nellie Campobello o las más recientes Elsa Cross y Carmen Nozal. Reivindicando la fuerza de la voz femenina en la poesía. Estas canciones fueron presentadas en directo en aquel país en la Casa del Poeta del D.F., y la Casa Del Libro Universitario perteneciente a la Universidad Nacional Autónoma de México. Posteriormente se hizo pública la canción sobre el poema “Quien Si No Las Moscas” de Carmen Nozal, que trata sobre la desapariciones y asesinatos de jóvenes en México.
De diciembre de 2017 a mayo de 2018 realizó una gira, el Tour Trovador, que lo llevó a Irlanda, New York, México, Cuba y Gales con el apoyo de la Fundación SGAE.
En marzo de 2019 Rafa Bocero publicó "Sendas", un disco elaborado desde la primavera de 2009 a la primavera de 2019 entre Córdoba, Cuba, Alemania, Irlanda, Euskadi, México y Portugal donde han colaborado músicos como Nuno Barroso de Portugal, Txomin Artola de Euskadi, o las bandas NoCrows de Irlanda y Estrada Fado Group de Alemania, en el que se incluyen géneros cómo el rock flamenco, el folk celta, la balada o el pop, donde además de sus propias canciones musicaliza poemas del premio nobel irlandés W. B. Yeats y la mexicana Pita Amor y adapta al español el fado "Quien Yo Quiero No Me Quiere". Un disco producido por el propio músico, y editado con la colaboración de la Fundación SGAE.
En 2020 publica el tema "Esperança", junto a Nuno Barroso, acompañados por la italiana Lucrezia. En 2021 el tema "Gaviota", un fado originalmente cantado por Amalia Rodrigues, junto a la palestina Miriam Toukan y el grupo Estrada Fado Group.
A finales de 2021 se traslada a vivir a Benalmádena, Málaga. Y desde allí presentó el video documental "Huellas del Alma" donde muestra varios de los momentos más significativos de sus más de 25 años de carrera musical. 
En marzo de 2023 realizó su primera presentación en Málaga, en la institución cultural más antigua de la ciudad, La Sociedad Económica Amigos del País, fundada en 1789.
En 2024 regresa a Córdoba, manteniendo en Benalmádena un lugar al que vuelve continuamente.

## Discografía
"Trova Ibérica / En Vivo Gran Teatro Córdoba" (Elbahlarecord & La Casa Azul, 2024)
1 Preludio Desierto 
2 Simplemente Tú 
3 Para El Aniquilador De Sueños / Con Paco Marín
4 Teresa / Con Javier Estévez
5 Verdes Sao Os Campos (Luis de Camões, José Afonso) / Con Nuno Barroso
6 Gaviota (Alain Oulman, Alexandre O’Neill) / Con Nuno Barroso & Miriam Toukan
7 Espuma de Mar 
8 En El Extraño Bazar Del Amor(José Martí, Rafa Bocero) / Con Gladys Rocking
9 Do Not Go Gentle Into That Good Night (Dylan Thomas, Rafa Bocero) / Con Urbil Artola
10 Ser / Con Urbil Artola
11 Son Escaleras En Mí (Pita Amor, Rafa Bocero) / Con Huchy Domínguez
12 Arroyo De Miel Y Mar / Con Guillermo Ruiz, Trompeta
13 Dime Que 
14 Lo Más Puro 
15 Un Pasito / Con Daniel “Mawe” / Paco Marín / Javier Estévez / Gladys Rocking / Miriam Toukan / Urbil Artola / Guillermo Ruíz / Nuno Barroso
"Sendas" (Elbahlarecord, 2009-2023)
1 La Patria De Los Locos / Con Paco Marín
2 Hijos Del Amor 
3 Presente Mágico / con Nuno Barroso (Portugal)
4 Gaviota (Alain Oulman, Alexandre O’Neill) / Con Miriam Toukan (Palestina) & Estrada Fado Group (Alemania)
5 Ser / Con Txomin Artola (Euskadi)
6 The Fiddler Of Dooney (W. B. Yeats, Rafa Bocero) / Con NoCrows, Steve Wickham & John Joe Kelly (Irlanda) 
7 Un Pasito 
8 Lo Más Puro directo en La Habana, Cuba
9 Locura De Amor (Polo Montañez) / Con Alabao (Cuba) 
10 Pensemos En Algo Bonito / Con Maca Martín
11 Esperança / Con Nuno Barroso (Portugal) festa Lucrezia (Italia)
12 Do Not Go Gentle Into That Good Night (Dylan Thomas, Rafa Bocero)
13 Son Escaleras En Mí (Pita Amor, Rafa Bocero) / con Huchy Domínguez 
14 Quien Yo Quiero No Me Quiere (Benil Santos, Raoul Sampaio) / Con Estrada Fado Group (Alemania)
15 Quiero Encontrar Mi Luz 
"Esencia" (Elbahlarecord, 2006)
1 Sabor
2 Verdes de Rastro
3 El Recuerdo de un Olvido
4 Preludio Desierto
5 Romance de Pies Descalzos
6 Dime Que
7 Fuego
8 Como Flor Tendida

## Colaboraciones
Rafa Bocero colabora en el disco “Amigos & Duetos” (2018) del lisboeta Nuno Barroso, que fue disco de oro en Portugal.